# The Knife
Д најф (енгл. The Knife) (срп. нож), је шведски музички дуо кога чине сестра и брат: Керин и Олоф Дрејер. Музика коју Д најф праве често се сврстава у електронски инди и електроклеш.
Једна од препознатљивих карактеристика групе је њихова невољност да сарађују са медијима и мејнстрим музичком сценом. Њихови наступи су такође реткост, мада Олоф понекад наступа соло као ди-џеј по Европи.
Д најф су освојили Греми награду као најбоља поп група 2003. године али се нису лично појавили на додели награда, већ су послали своје представнике из уметничке групе Анфакт Пусиз (Unfucked Pussys) обучене у гориле са исписаним бројем 50 на костимима, као симболе мушко-женске равноправности у музичкој индустрији за коју се Д најф залажу.
Своју музику они карактеришу као хладну, мрачну и окултну, али са друге стране, и као веома смешну. Стил певања којим се служи Керин открива снажан утицај Бјорк, а понекад и Сијукс Сијукси (певачице бенда Сијукси енд д беншиз). Њихови текстови обилују левичарском критиком друштва и надреалним моментима, а чак и Олоф признаје да често не разуме о чему то његова сестра пева.

## Дискографија

### Албуми
- , 2001.
- , 2003.
- , 2003.
- , 2006.
- , 2013.